# 1991 PK1
1991 PK1 är en asteroid i huvudbältet som upptäcktes den 15 augusti 1991 av den amerikanska astronomen Eleanor F. Helin vid Palomarobservatoriet.
Asteroiden har en diameter på ungefär 4 kilometer.